# Giovanni Lo Porto
Giovanni Lo Porto (Palermo, 23 junho de 1977 – Multan, 15 de janeiro de 2015) foi operador humanitário italiano.
Em janeiro de 2012 foi sequestrado enquanto trabalhava na ONG alemã Welt Hunger Hilfe na cidade paquistanesa de Multan, juntamente com um colega alemão, Bernd Muehlenbeck. Muehlenbeck foi liberado no Afeganistão. Lo Porto foi acidentalmente morto por um drone estadunidense na fronteira entre Afeganistão e Paquistão, enquanto era mantido como refém, juntamente com o empresário estadunidense Warren Weinstein e ao comandante estadunidense da al Qaeda, Ahmed Farouq. Pela sua morte o presidente Obama expressou desculpas publicamente. 